# 潘大逵
潘大逵（1902年—1991年6月26日），男，重庆开县人，中华人民共和国政治人物。曾任西南军政委员会文化教育委员会委员、文教部副部长。
潘大逵主攻政治理论、思想、历史和宪法，著有《欧美各国宪法史》、《中国宪法史纲要》、《近代政治思潮》等。

## 生平
1924年毕业于清华学校，1927年获得斯坦福大学政治学学士学位，1928年春到诺威齐陆军大学特别班学习军事，1929年获得威斯康星大学政治学硕士学位。
1930年回国后，潘大逵曾任上海大学法学院专职教授兼政治系主任，江西中正大学法学院教授，云南大学教授，重庆西南法学院教授兼政治系主任，重庆大学政治系教授及法学院院长，讲授政治学、政治思想史、欧美宪法史、外交史等课程。
潘大逵在实际政治斗争中亦多有作为。1935年参与发起上海文化界救国会，为负责人之一，并于次年参加全国各界救国联合会。1937年与宋庆龄、何香凝、胡愈之等签名发起“救国入狱运动”。1943年参与筹建昆明民盟组织，1944年被选为中国民主政团同盟中央委员。1946年，任《民主周刊》社长，抨击投降主义，宣传抗日民主。
1949年以后，曾任西南军政委员会文教部副部长，民盟中央委员、民盟四川省委主任委员、民盟中央参议委员会副主任，四川省第一、四、五届政协副主席。
1954年，当选第一届全国人民代表大会代表。
担任第一、五、六、七届全国人大代表，四川省文史研究馆馆长，中国政治学会顾问，中国法学会宪法学研究会顾问等职。其间政治运动频仍，身心俱有所伤。
1991年6月26日于成都逝世，享年九十岁。